# Gary Valentine
Gary Joseph Knipfing (New York, 1961. november 22. –), ismertebb nevén Gary Valentine, amerikai színész, humorista és író. Kevin James bátyja.
Ő alakította Danny Heffernant, Kevin James (Doug Heffernan) unokatestvéreként a Férjek gyöngye (1998-2007), illetve Kyle Gable-t a Lazíts, Kevin! (2016-2018) című sorozatokban. Számos Happy Madison Productions filmben is feltűnt.

## Élete
Valentine a New York állambeli Mineolában született Gary Joseph Knipfing néven. Családja német és zsidó származású. Valentine-nak két testvére van: Kevin George Knipfing, (Kevin James) színész és humorista, és Leslie Knipfing. Gary és testvérei katolikus hitben nevelkedtek.

## Filmográfia

### Film
| Év   | Magyar cím                            | Eredeti cím                         | Szerep                     | Magyar hang     |
| ---- | ------------------------------------- | ----------------------------------- | -------------------------- | --------------- |
| 2001 |                                       | Velocity Rules (rövidfilm)          | Szédítő                    |                 |
| 2003 | Túl közeli rokon                      | Stuck on You                        | Wes                        | Csuja Imre      |
| 2007 | Férj és férj                          | I Now Pronounce You Chuck and Larry | Karl Eisendorf             |                 |
| 2009 | A pláza ásza                          | Paul Blart: Mall Cop                | Karaoke énekes             |                 |
| 2009 |                                       | The Deported                        | Maury                      |                 |
| 2010 |                                       | Hosed (rövidfilm)                   | Smitty                     |                 |
| 2011 | A gondozoo                            | Zookeeper                           | Pizzás fickó               |                 |
| 2011 |                                       | Poolboy: Drowning Out the Fury      | Murdock rendőrtiszt        |                 |
| 2011 | A kutya, aki megmentette a Halloweent | The Dog Who Saved Halloween         | George Bannister           | Vári Attila     |
| 2011 | Jack és Jill                          | Jack and Jill                       | Dallas                     |                 |
| 2012 | Gázos                                 | Wrong                               | Sürgősségi orvos-technikus |                 |
| 2012 | A maflás                              | Here Comes the Boom                 | Eric Voss                  | Faragó András   |
| 2015 | A kutya, aki megmentette a nyarat     | The Dog Who Saved Summer            | George Bannister           |                 |
| 2015 | A pláza ásza Vegasban                 | Paul Blart: Mall Cop 2              | Saul Gundermutt            | Bezerédi Zoltán |
| 2022 | A hazai csapat                        | Home Team                           | Mitch Bizone               | Forgács Gábor   |

### Televízió
| Év        | Magyar cím                                     | Eredeti cím                          | Szerep                            | Megjegyzések                                |
| --------- | ---------------------------------------------- | ------------------------------------ | --------------------------------- | ------------------------------------------- |
| 1999–2007 | Férjek gyöngye                                 | The King of Queens                   | Danny Heffernan                   | 81 epizód                                   |
| 2007      |                                                | Alive N' Kickin'                     | Gary                              | tévéfilm                                    |
| 2009      | A kutya, aki megmentette a karácsonyt          | The Dog Who Saved Christmas          | George Bannister                  | - tévéfilm - magyar hangja: - Vári Attila   |
| 2010      | A kutya, aki megmentette a karácsonyi vakációt | The Dog Who Saved Christmas Vacation | George Bannister                  | - tévéfilm - magyar hangja: - Vári Attila   |
| 2011      |                                                | Men of a Certain Age                 | Szerencsejátékos a játékasztalnál | 1 epizód                                    |
| 2014      | Fargo                                          | Fargo                                | Knudsen helyettes                 | 5 epizód                                    |
| 2016–2018 | Lazíts, Kevin!                                 | Kevin Can Wait                       | Kyle Gable                        | - főszereplő - magyar hangja: - Vári Attila |